# Venancio de Herrasti
Venancio de Herrasti Bernal (Arechavaleta, 1812-Mondragón, 1887) fue un organista y compositor español.

## Biografía
Nació en la localidad guipuzcoana de Arechavaleta el 1 de abril de 1812. Su padre, Gerardo Nicolás de Herrasti, era organista de la localidad y, a la par que aprendía latín, había recibido educación musical santuario de Aránzazu, donde había una capilla que gozaba por entonces de reputación. Fue este quien le instruyó en el estudio del solfeo, órgano y piano hasta que Venancio cumplió los 18 años. Hizo oposición a la plaza de organista de la iglesia de Santa María de la localidad alavesa de Salvatierra. Concurrió con otra decena de opositores, de entre los que resultó elegido por Blanco, maestro de Santo Domingo de la Calzada. Fue nombrado organista por el cabildo y junta de parroquianos de aquella iglesia, plaza que desempeñó durante algunos años, hasta que el concordato de 1851 resultó en una rebaja de su dotación que lo obligó a renunciar a ella y trasladarse a Bilbao a continuar sus estudios de la mano de Nicolás Ledesma.
Opositó en 1853 a la plaza de maestro de capilla y organista de Tolosa y obtuvo la segunda plaza ante el censor Damián Sanz, maestro de capilla de la catedral de Pamplona. Se mudó a Madrid en 1854 por recomendación de su amigo el pianista Pedro Albéniz y allí continuó con sus estudios con Francisco de Asís Gil, centrados en el contrapunto antiguo y la fuga a ocho voces. Había terminado también los de composición y órgano con Hilarión Eslava.
El 9 de febrero de 1864 fue nombrado auxiliar de la enseñanza de órgano del Conservatorio por Víctor Arnao, a la sazón director general de instrucción pública. Herrasti, entre cuyas composiciones se contaron una fuga publicada en el Museo orgánico de Eslava, dos sonatas ofertorio, un motete, una salve y varias novenas, falleció en Mondragón el 31 de octubre de 1887, a los 75 años.